# Drucat
Drucat település Franciaországban, Somme megyében. Lakosainak száma 902 fő (2022. január 1.). Drucat Neuilly-l’Hôpital, Abbeville, Buigny-Saint-Maclou, Caours, Hautvillers-Ouville és Millencourt-en-Ponthieu községekkel határos.

## Népesség
A település népességének változása:
| Lakosok száma | 886  | 914  | 940  | 921  | 926  | 924  | 931  | 916  | 902  |
|               | 2013 | 2015 | 2016 | 2017 | 2018 | 2019 | 2020 | 2021 | 2022 |